# Collegiata di Sant'Anna
La collegiata di Sant'Anna, a Cagliari, è la principale chiesa parrocchiale del quartiere Stampace assieme alla precedente chiesa gesuitica dedicata a San Michele. Il monumentale tempio, dedicato a sant'Anna, sorge nella parte bassa del quartiere storico, in via Azuni.
La sua costruzione cominciò alla fine del XVIII secolo in stile barocco, per sostituire una precedente chiesa, di modeste dimensioni, risalente al XIII secolo. Gravemente danneggiata nel 1943 durante la seconda guerra mondiale, a causa dei bombardamenti, venne ricostruita nel dopoguerra.
La chiesa è legata a un noto modo di dire cagliaritano, Sa fabbrica de Sant'Anna ("La costruzione di Sant'Anna"), utilizzato sarcasticamente per etichettare un qualcosa di interminabile, paragonandolo alla lunghissima e travagliata vicenda costruttiva della parrocchiale di Stampace.

## Storia

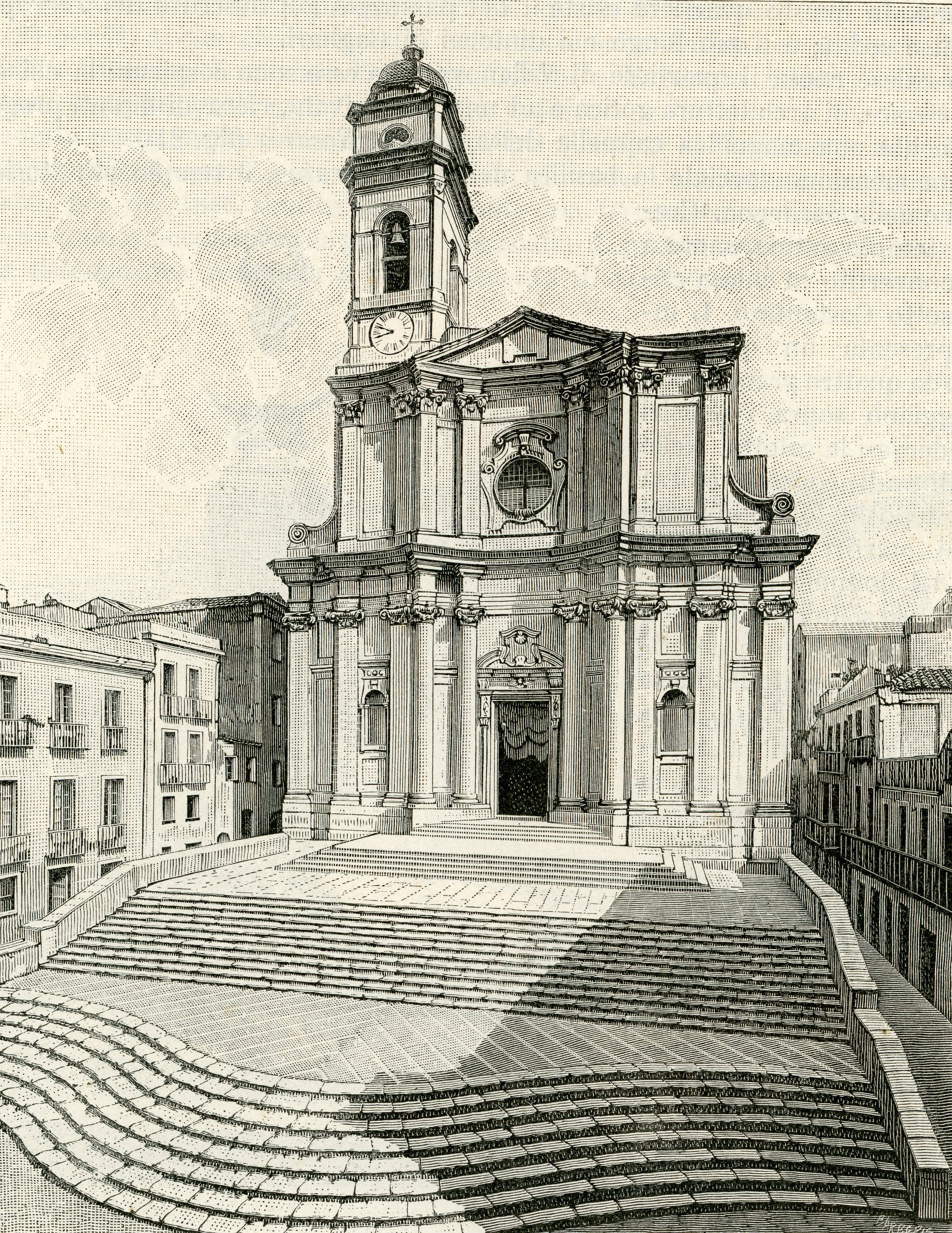
La chiesa di sant'Anna con un solo campanile (xilografia, 1894)

La duecentesca chiesa di Sant'Anna si sviluppava nell'area oggi occupata dal transetto del nuovo edificio. Di questa prima chiesa, probabilmente in stile romanico pisano, resta una testimonianza, risalente al 1263, di Federico Visconti, arcivescovo di Pisa, nel resoconto della sua visita a Cagliari. Questa stessa chiesa venne elevata al rango di collegiata dall'arcivescovo di Cagliari Francisco de Esquivel nel 1616.

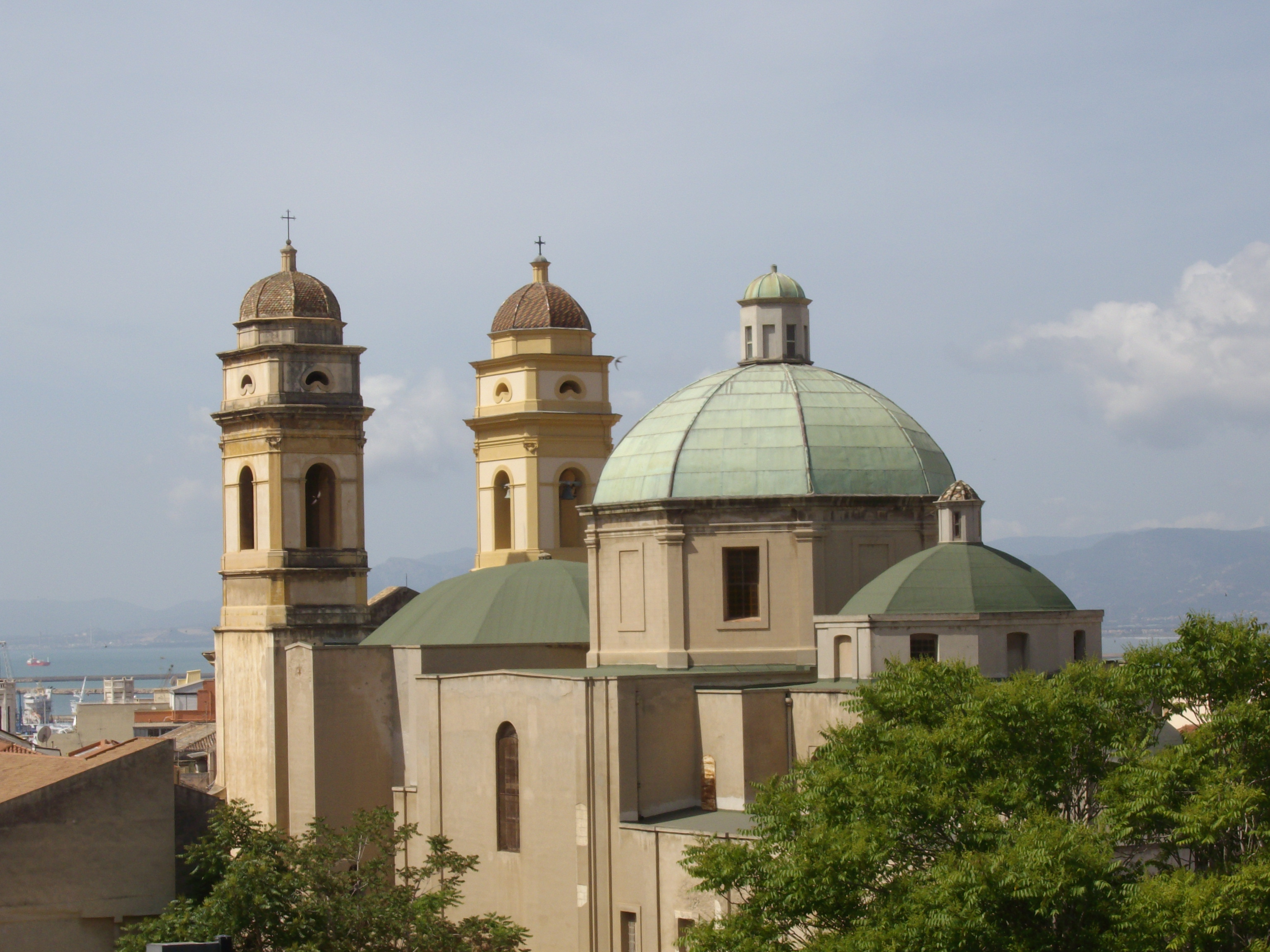
La chiesa di sant'Anna, con i due campanili e le caratteristiche cupole verdi

Nel XVIII secolo si pensò di costruire una chiesa più capiente e il progetto venne affidato all'architetto piemontese Giuseppe Viana, allievo di Benedetto Alfieri. Demolita la vecchia chiesa, la costruzione del nuovo tempio iniziò il 27 maggio 1785, con la posa della prima pietra da parte dell'arcivescovo Vittorio Filippo Melano.
I lavori per realizzare il progetto procedettero a rilento, a causa della mancanza di fondi. Grazie alla mobilitazione di diversi finanziatori, tra cui il viceré Carlo Felice (che volle all'interno di Sant'Anna una cappella dedicata al beato Amedeo di Savoia), si arrivò all'inaugurazione nel 1817, alla presenza del vescovo di Iglesias, monsignor Nicolò Navoni. La chiesa risultava però ancora incompleta, infatti l'altare maggiore e l'apparato decorativo alle pareti, costituito da stucchi dorati e dalle pitture di Rodolfo Gambini, vennero realizzati nel 1906 nella stessa occasione venne collocato un grande organo a trasmissione pneumatica costruito dalla ditta Agati Tronci di Pistoia, la sistemazione della scalinata si ebbe nel 1937, mentre l'erezione della torre campanaria destra avvenne nel 1938.
La fabbrica poteva dunque dirsi da poco conclusa, quando giunse il 26 febbraio 1943, giorno in cui la chiesa fu devastata dalle bombe. Nel dopoguerra si procedette alla ricostruzione, senza ripristinare le decorazioni all'interno. La riapertura al culto si ebbe nel 1951.

## Descrizione
La chiesa di Sant'Anna si presenta in stile barocco piemontese. La facciata, incorniciata da due campanili è preceduta da una caratteristica scalinata.

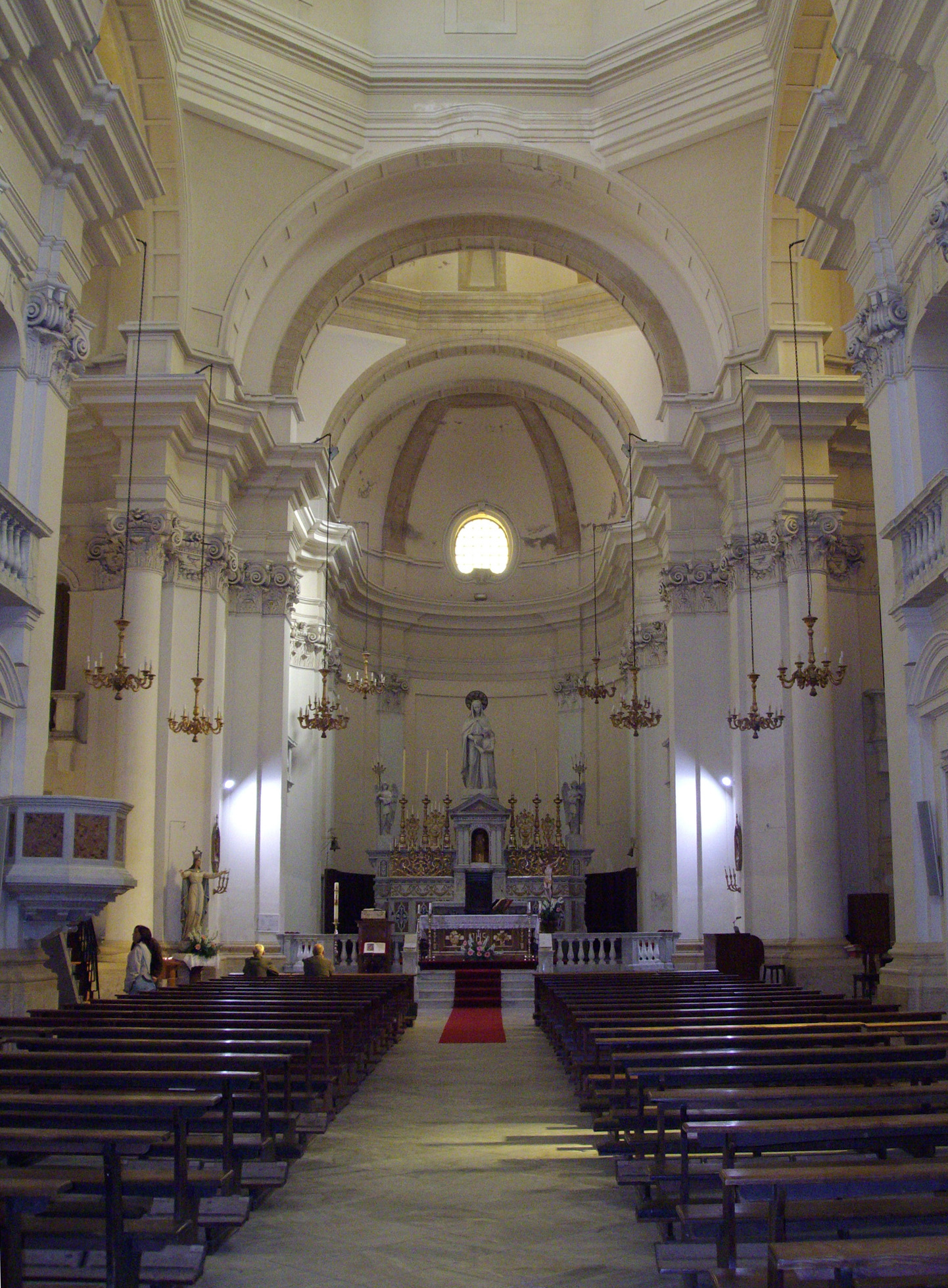
Veduta interna

 Il prospetto, diviso in due ordini tramite una cornice aggettante, ha andamento concavo nella parte centrale, dove si trova il portale, sormontato da un rosone nell'ordine superiore. Scandiscono la facciata diverse colonne e lesene con capitelli di ordine ionico. Conferiscono grande dinamismo le tre cupole, di varia forma e dimensione, che coronano l'edificio.
L'interno si presenta costituito da tre aree, nella fattispecie l'aula, a pianta ad esagono allungato, coperta da cupola semiellittica, il transetto, coperto da un'alta cupola su tamburo ottagonale, e il presbiterio, a pianta rettangolare, con abside semicircolare. L'interno dell'edificio è scandito ai lati da paraste e colonne (nel transetto) e l'imposta della volta è percorsa da una trabeazione.

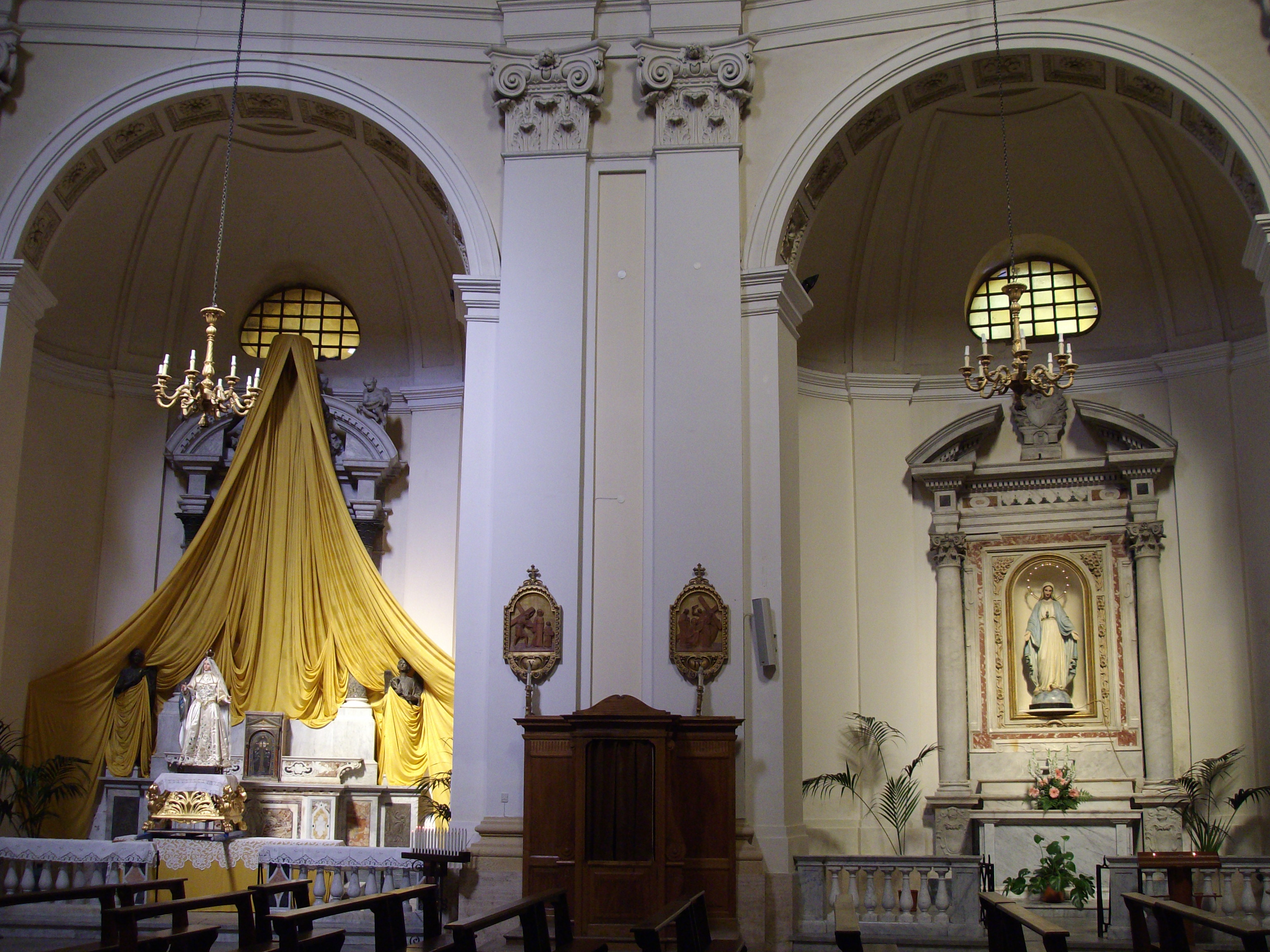
Cappelle laterali

L'aula presenta quattro cappelle laterali; nella seconda a destra si conserva un pregevole crocifisso ligneo del XIV secolo, una volta custodito nella chiesa di San Francesco di Stampace, demolita nel XIX secolo, mentre la prima cappella a sinistra, dedicata al Sacro Cuore di Gesù, custodisce un altare in marmi policromi. Nel braccio destro del transetto è ubicato l'imponente altare neoclassico, in marmo nero, dedicato al beato Amedeo IX di Savoia; la statua del beato, di gusto purista, fu realizzata nel 1828, su commissione di re Carlo Felice, da Andrea Galassi. Sono attribuibili al Galassi anche i due bassorilievi di santi, posti sull'altare del Santissimo Sacramento, nel braccio sinistro del transetto. Il presbiterio, molto sviluppato in profondità, presenta copertura in parte a botte e in parte a cupola. Sull'altare maggiore, novecentesco, è collocata una statua marmorea di sant'Anna con Maria bambina.
La chiesa custodisce anche altre pregevoli opere d'arte, come il gruppo scultoreo ligneo policromo raffigurante i santi Anna e Gioacchino con Maria bambina, opera di Giuseppe Antonio Lonis, e una tela di Giovanni Marghinotti che rappresenta il Redentore tra angeli.